# Maud Watson
Maud Edith Eleanor Watson MBE (9. oktober 1864 i Harrow, London – 5. juni 1946 i Charmouth, Dorset) var en engelsk tennisspiller og den første kvindelige vinder af Wimbledon-mesterskaberne.

## Biografi
Maud Watson var datter af en lokal præst, Henry William og Emily Frances Watson.  Hun begyndte af spille tenniskampe i 1881, da åbne tennisturneringer for kvinder blev indført i England. Hendes første offentlige optræden var ved turneringen i Edgbaston Cricket and Lawn Tennis Club, da hun var 16 år gammel, og hendes debut blev en succes. Hun vandt singleturneringen efter finalesejr over sin søster, Lilian, og doubleturneringen sammen med søsteren. I 1884 deltog hun i Irish Ladies' Championship og besejrede den forsvarende mester, Miss May Langrishe, med 6–3, 6–2, 6–2. Hun vandt også mixeddoubleturneringen samme med den mangedobbelte Wimbledonmester William Renshaw.
Watson var stadig ubesejret som turneringsspiller, da hun som 19-årig i 1884 vandt den første damesingletitel i Wimbledon. Hun stillede op i hvidt snøreliv og skørt, og spillede sig frem til finalen, hvor hun vandt over sin storesøster Lilian med 6–8, 6–3, 6–3. Præmien var en blomsterkurv af sølv til en værdi af 20 Guineas. 1885 var et stort år for Maud, der forblev ubesejret i single og kun tabte ét sæt. Hun genvandt damesingletitlen i Wimbledon i 1885, da hun i et deltagerfelt på blot 10 spillere nemt vandt kvart- og semifinalerne, og i finalen besejrede Blanche Bingley med 6–1, 7–5. Hun forsvarede også sin titel ved de irske mesterskaber i 1885 mod Miss Louise Martin. I de to første sæt spillede de to kvinder lige op, men i det afgørende sæt afgjorde Watson kampen, der endte 6–2, 4–6, 6–3. I 1886, hvor udfordringsrunden blev indført for kvinder i Wimbledon, tog Bingley revandche og besejrede Watson 6–3, 6–3. Det blev Mauds sidste kamp i Wimbledon.
I 1887 og 1888 nåede hun ikke op på sit tidligere niveau og var delvis handicappet af en forvredet håndled, som blev værre og værre. Hendes sidste turnering var i Edgebaston i juni 1889. Hun deltog i tre rækker (double, mixeddouble og handicap-single) og vandt dem alle tre. På en ferie på Jersey tog hun en svømmetur hun langs kysten og var nær ved at drukne. Hun blev dog med møje og besvær reddet i land og led derefter af sygdom, som det tog hende flere år at komme helt over.
Watson arbejdede som sygeplejerske under første verdenskrig, og hun blev belønnet med en MBE for sin indsats.
Maud Watson døde i Hammersmead House i Charmouth den 5. juni 1946, 81 år gammel, og blev stedt til hvile sammen med sin søster ved St John the Bapist Parish church i Berkswell, nær Solihull i Warwickshire.